# Wim Hofkens
Wim Hofkens (Made, 27 marzo 1958) è un ex calciatore olandese, di ruolo difensore o centrocampista.

## Caratteristiche tecniche
Giocava normalmente in posizione di difensore centrale.

## Carriera

### Club
Esordisce nel 1974 nella seconda divisione olandese tra le file del Willem II. Due anni dopo si trasferisce però in Belgio, nel KSK Beveren: il club gialloblu vive di lì a poco uno dei suo momenti migliori, conquistando una Coppa nel 1978 e il titolo nel 1979, oltre a raggiungere le semifinali nella Coppa delle Coppe 1978-1979. Nel 1980 passa quindi all'Anderlecht, dove rimane per cinque anni: vince altri due campionati e la Coppa UEFA 1982-1983, inoltre disputa le finali dell'edizione successiva. Dopo una breve parentesi nel Beerschot, nel 1987 viene ingaggiato dal Malines: arriva subito un'altra coppa, a cui fanno seguito la Coppa delle Coppe 1987-1988, la Supercoppa UEFA 1988 e il titolo nel 1989.
Hofkens lascia i giallorossi nel 1991 per disputare una stagione nel Kortrijk, infine torna in patria, esordendo in Eredivisie con la maglia dell'AZ Alkmaar. Si ritira nel 1993.

### Nazionale
Con la Nazionale olandese ha giocato cinque partite, senza mai segnare. Insieme a Jordi Cruyff, Jimmy Floyd Hasselbaink, Jeffrey Bruma, Willy Lippens e Rob Reekers è uno dei pochi calciatori ad aver indossato la maglia arancione senza aver mai giocato prima in Eredivisie.

## Statistiche

### Cronologia presenze e reti in nazionale
| Cronologia completa delle presenze e delle reti in nazionale ― Paesi Bassi | Cronologia completa delle presenze e delle reti in nazionale ― Paesi Bassi | Cronologia completa delle presenze e delle reti in nazionale ― Paesi Bassi | Cronologia completa delle presenze e delle reti in nazionale ― Paesi Bassi | Cronologia completa delle presenze e delle reti in nazionale ― Paesi Bassi | Cronologia completa delle presenze e delle reti in nazionale ― Paesi Bassi | Cronologia completa delle presenze e delle reti in nazionale ― Paesi Bassi | Cronologia completa delle presenze e delle reti in nazionale ― Paesi Bassi |
| Data                                                                       | Città                                                                      | In casa                                                                    | Risultato                                                                  | Ospiti                                                                     | Competizione                                                               | Reti                                                                       | Note                                                                       |
| -------------------------------------------------------------------------- | -------------------------------------------------------------------------- | -------------------------------------------------------------------------- | -------------------------------------------------------------------------- | -------------------------------------------------------------------------- | -------------------------------------------------------------------------- | -------------------------------------------------------------------------- | -------------------------------------------------------------------------- |
| 27-4-1983                                                                  | Utrecht                                                                    | Paesi Bassi                                                                | 0 – 3                                                                      | Svezia                                                                     | Amichevole                                                                 | -                                                                          |                                                                            |
| 22-3-1989                                                                  | Eindhoven                                                                  | Paesi Bassi                                                                | 2 – 0                                                                      | Unione Sovietica                                                           | Amichevole                                                                 | -                                                                          |                                                                            |
| 26-4-1989                                                                  | Rotterdam                                                                  | Paesi Bassi                                                                | 1 – 1                                                                      | Germania Ovest                                                             | Qual. Mondiali 1990                                                        | -                                                                          | 81’                                                                        |
| 11-10-1989                                                                 | Wrexham                                                                    | Galles                                                                     | 1 – 2                                                                      | Paesi Bassi                                                                | Qual. Mondiali 1990                                                        | -                                                                          |                                                                            |
| 15-11-1989                                                                 | Rotterdam                                                                  | Paesi Bassi                                                                | 3 – 0                                                                      | Finlandia                                                                  | Qual. Mondiali 1990                                                        | -                                                                          | 68’                                                                        |
| Totale                                                                     |                                                                            | Presenze                                                                   | 5                                                                          |                                                                            | Reti                                                                       | 0                                                                          |                                                                            |

## Palmarès

### Competizioni nazionali
- Campionato belga: 4

Anderlecht: 1980-1981, 1984-1985
Beveren: 1978-1979
Mechelen: 1988-1989
- Coppe del Belgio: 2

Beveren: 1977-1978
Mechelen: 1986-1987
- Supercoppa del Belgio: 1

Beveren: 1979

### Competizioni internazionali
- Coppa UEFA: 1

Anderlecht: 1982-1983
- Coppa delle Coppe: 1

Mechelen: 1987-1988
- Supercoppa UEFA: 1

Mechelen: 1988